# Герасименко Світлана Іванівна
Світлана Іванівна Герасименко (нар. 1945, Баришівка, Київська область, Україна — 8 квітня 2025) — українська й таджицька астрономка, дослідниця комет, відкривачка комети 67P/Чурюмова-Герасименко. Лауреатка Державної премії Республіки Таджикистан (2017).
Закінчила кафедру астрономії Київського університету. Під час навчання в аспірантурі Київського університету у 1969 році разом із Климом Чурюмовим була на спостереженнях в Казахстані. Там вона зробила фотографії, на яких потім Чурюмов виявив нову комету. Комета отримала подвійну назву на честь обох першовідкривачів. Від 1973 року Світлана Герасименко жила в Таджикистані та працювала в Інституті астрофізики Академії наук Таджикистану. Комета 67P/Чурюмова-Герасименко набула особливої слави після 2004 року, коли до неї вирушила європейська космічна місія «Розетта», яка досягла комети 2014 року.

## Біографія

### Дитинство й освіта
Народилась у 1945 році в селищі Баришівка Київської області в родині вчителів. Батько був українцем, мати полькою. Мала брата і сестру. Сестра слала вчителькою, а брат — хірургом-ортопедом. Своє зацікавлення астрономією Світлана Герасименко пов'язує з освоєнням космосу, яке саме розпочиналось в часи її дитинства, а своє зацікавлення саме кометною тематикою — з яскравою кометою, яку вона в дитинстві бачила над рідною Баришівкою.
Спочатку вона пробувала поступити до Київського університету на також дуже популярну тоді ядерну фізику, однак через проблеми з тиском вона не пройшла медичну комісію і зрештою пішла на астрономію. Навчалась в університеті вір 1963 по 1968 рік. Закінчивши кафедру астрономії, поступила в аспірантуру, де вивчала комети під керівництвом Сергія Костянтиновича Всехсвятського, тогочасного завідувача кафедри астрономії.

### Відкриття комети Чурюмова-Герасименко

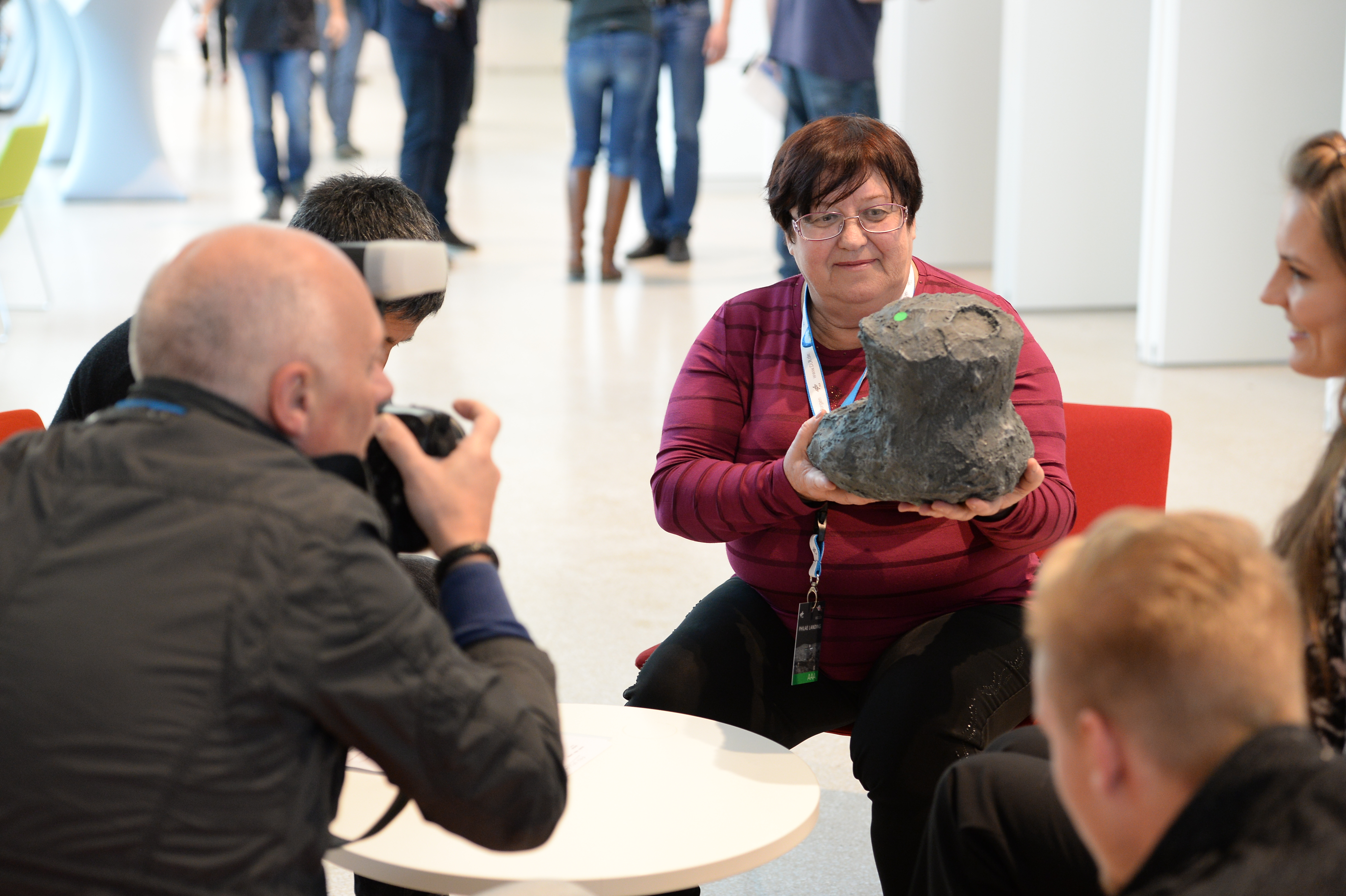
Світлана Герасименко з моделлю відкритої нею комети

У той час Київський університет не мав достатньо чутливих інструментів для спостереження слабких комет. Тому у вересні 1969 року аспірантка Світлана Герасименко полетіла на спостереження в Астрофізичний інститут в Алма-Ату, — разом з фотолаборанткою Людмилою Чирковою і керівником цієї експедиції Климом Чурюмовим. Герасименко спостерігала на п'ятдесятисантиметровому телескопі, а Чурюмов — на світлосильній камері Шмідта на іншому спостережному майданчику. Їхнєю задачею було фотографування кількох комет, зокрема, короткоперіодичної комети 32P/Комас Сола.
Після ночі спостережень 11-12 вересня Герасименко й Чирковій не вистачало проявника, й одна фотопластинка виявилася недопроявленою. Спочатку Герасименко навіть думала викинути неякісну фотопластинку, однак на ній все-таки було видно комету, тож Герасименко відмітила її як комету 32P/Комас Сола. Лише значно пізніше, 22 жовтня, вже після повернення до Києва, Чурюмов зрозумів, що відмічений об'єкт не може бути кометою 32P/Комас Сола, оскільки його спостережуване положення майже на 2 градуси відрізняється від передбаченого. Ретельніше продивившись фотопластинку, Чурюмов і Герасименко знайшли слабке зображення комети 32P/Комас Сола в положенні, що відповідає передбаченій орбіті, таким чином довівши, що виявлений об'єкт повинен бути іншою кометою. Переглянувши інші фотографії, зроблені Світланою Герасименко, Чурюмов і Герасименко знайшли цю комету також на краю чотирьох інших фотопластинок, відзнятих між 9 та 21 вересня 1969 року.
Відкривши комету, Чурюмов і Герасименко одразу відправили про це телеграму в Центральне бюро астрономічних телеграм. Звідти їм прийшла відповідь, що комета є новою, але даних для точного визначення її орбіти недостатньо. Того ж дня Герасименко полетіла в Казахстан, щоб продовжити спостереження, і в першу ж ніч спромоглася знову знайти комету. На честь першовідкривачів комету назвали 67P/Чурюмова-Герасименко (перша частина назви означає, що це 67-а з відомих періодичних комет). За спогадами Герасименко, їй і Чурюмову за відкриття комети виплатили премії по 30 радянських карбованців.

### Подальше життя
1973 року Герасименко запросили працювати до Інституту астрофізики АН Таджикистану. Вона переїхала в Таджикистан і працювала в цьому інституті решту кар'єри. Спочатку жила в Гіссарскій астрономічній обсерваторії, а на початку 2000-х років переселилась у Душанбе. В Таджикистані продовжувала спостереження комет і дослідження їхньої активності.

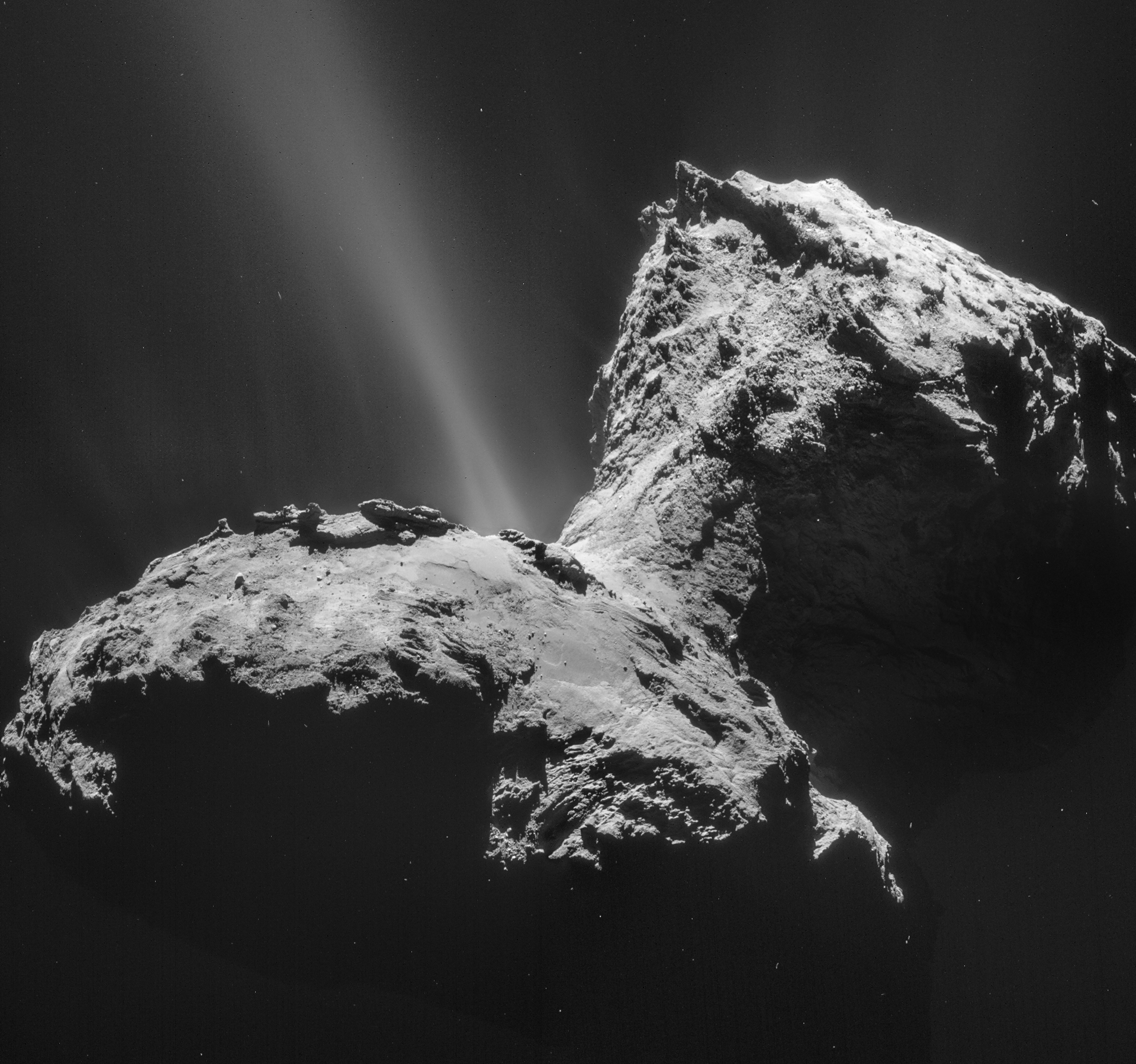
Комета Чурюмова-Герасименко, знята зблизька космічним апаратом «Розетта»

Світлана Герасименко стала особливо знаменитою, коли відкриту нею комета 67P/Чурюмова-Герасименко обрали ціллю європейської космічної місії «Розетта». Під час розробки місії планувалось, що вона полетить до комети 46P/Віртанена. Однак через відмову двигунів ракети-носія «Аріан-5» запуск, запланований на 12 січня 2003 року, довелось відкласти, стартове вікно до 46P/Віртанена було пропущене, і місію запустили роком пізніше в напрямку 67P/Чурюмова-Герасименко, бо орбіта й фізичні параметри цієї комети робили її досяжною й цікавою з наукової точки зору ціллю.
2 березня 2004 року Світлана Герасименко і Клим Чурюмов були присутні на космодромі Куру у Французькій Гвіані при запуску ракети-носія, що вивів у космос місію «Розетта». Політ місії тривав понад 10 років, у серпні 2014 року вона вперше в історії космічної техніки підійшла впритул до комети, а 12 листопада 2014 року спускний апарат «Філи» сів на поверхню комети. Герасименко запросили в центр керування польотами Німецького аерокосмічного центру в Кельні, звідки вона спостерігала цю частково успішну посадку.
Працюючи в Таджикистані, Герасименко рідко їздила в Україну, однак за власними словами усвідомлювала себе українкою. У 2014 році, після анексії Криму Росією й початку війни на Донбасі, вважала, що ЗМІ перебільшували роль Росії в розв'язуванні конфлікту. У грудні 2016 року виступила з розповіддю про своє життя й комету Чурюмова-Герасименко на TEDxKyiv.

## Особисте життя
Була в шлюбі з Олександром Блохіним, науковцем з Інституту сейсмології Таджикистану. Мала трьох дітей і шістьох онуків (станом на 2014 рік).
Вважала себе віруючою людиною й не бачила суперечностей між наукою й вірою в Бога.

## Відзнаки
- Медаль «За відкриття нових астрономічних об'єктів» (1975)[5][13].
- 1995 року[5] на її честь назвали астероїд 3945 Герасименко, відкритий 1982 року кримським астрономом Миколою Черних[11][14].
- Державна премія Республіки Таджикистан за досягнення у галузі науки та техніки імені Абуалі ібн Сіно (Авіценни) за відкриття комети Чурюмова-Герасименко (2017)[15].